# Anton van Rooy
Antonius Marie Joseph van Rooij, internationaal Anton van Rooy (Rotterdam, 1 januari 1870 - München, 27 of 28 november 1932) was een Nederlands bariton/bas.
Hij was zoon van makelaar Joannes Antonius van Rooy en Maria Petronella Schrijver, wonende aan de Kruiskade in Rotterdam.
Het zag er in eerste instantie niet naar uit dat hij de muziekwereld in zou stappen. Hij was onder invloed van zijn ouders voorbestemd om koopman te worden. Zijn liefhebberij muziek begon daarentegen vroeg. Hij was koorknaap in de Sint Dominicuskerk (verloren gegaan in de Tweede Wereldoorlog), zong in het koor van opleidingsinstituut Rolduc en het koor van de Maatschappij tot Bevordering der Toonkunst in Rotterdam. Op 22-jarige leeftijd begon hij aan serieuze zanglessen bij Julius Stockhausen in Frankfurt am Main. Het was ook daar dat men van zijn eerste optreden kon genieten; hij was toen 24/25 jaar oud. Hij viel dusdanig op dat hij aanbiedingen kreeg van diverse operahuizen in Nederland, Duitsland, Oostenrijk, Frankrijk en Zwitserland.
Een van de hoogtepunten was een optreden in de rol van Wotan in de operaserie Der Ring des Nibelungen van Richard Wagner tijdens de Bayreuther Festspiele van 1897, dirigent Felix Weingartner had Cosima Wagner op zijn mooie stem gewezen.
Hij zong daarvoor en daarna bij diverse operagezelschappen, hij was te vinden in Rotterdam, Amsterdam, Londen (Covent Garden, 1898-1913), Berlijn, etc.  Ook zijn optreden tijdens de Festspiele in 1900 oogstten veel lof, maar het zou zijn laatste keer worden aldaar. Hij zong vanaf 1898 tot 1908 tijdens het winterseizoen voornamelijk in het Metropolitan Opera in New York. Een rol van Amfortas in Parsifal bracht hem in onmin bij de familie Wagner; er was geen overeenkomst over de auteursrechten bij die uitvoeringen. Dat weerhield hem niet zijn eigen gang te gaan, in Europa en de Verenigde Staten. Hij sloot zich aan bij het gezelschap van het Prinz Regententheater in München, dat hem veel eer zou brengen in de vorm van een Luitpoldkruis voor Kunsten en Wetenschappen. In Nederland raakte hij uit beeld, mede doordat hij zijn loopbaan afsloot in of vlak na de Eerste Wereldoorlog.
Nederland had hem wel geëerd met de benoeming tot officier in de Orde van Oranje-Nassau. Zijn stem is middels een beperkt aantal opnamen bewaard gebleven.
Volgens Het Vaderland van 28 november 1932 overleed hij de dag daarvoor in een kliniek in München aan longklachten, ook rouwadvertenties vermelden 27 november als overlijdensdatum.

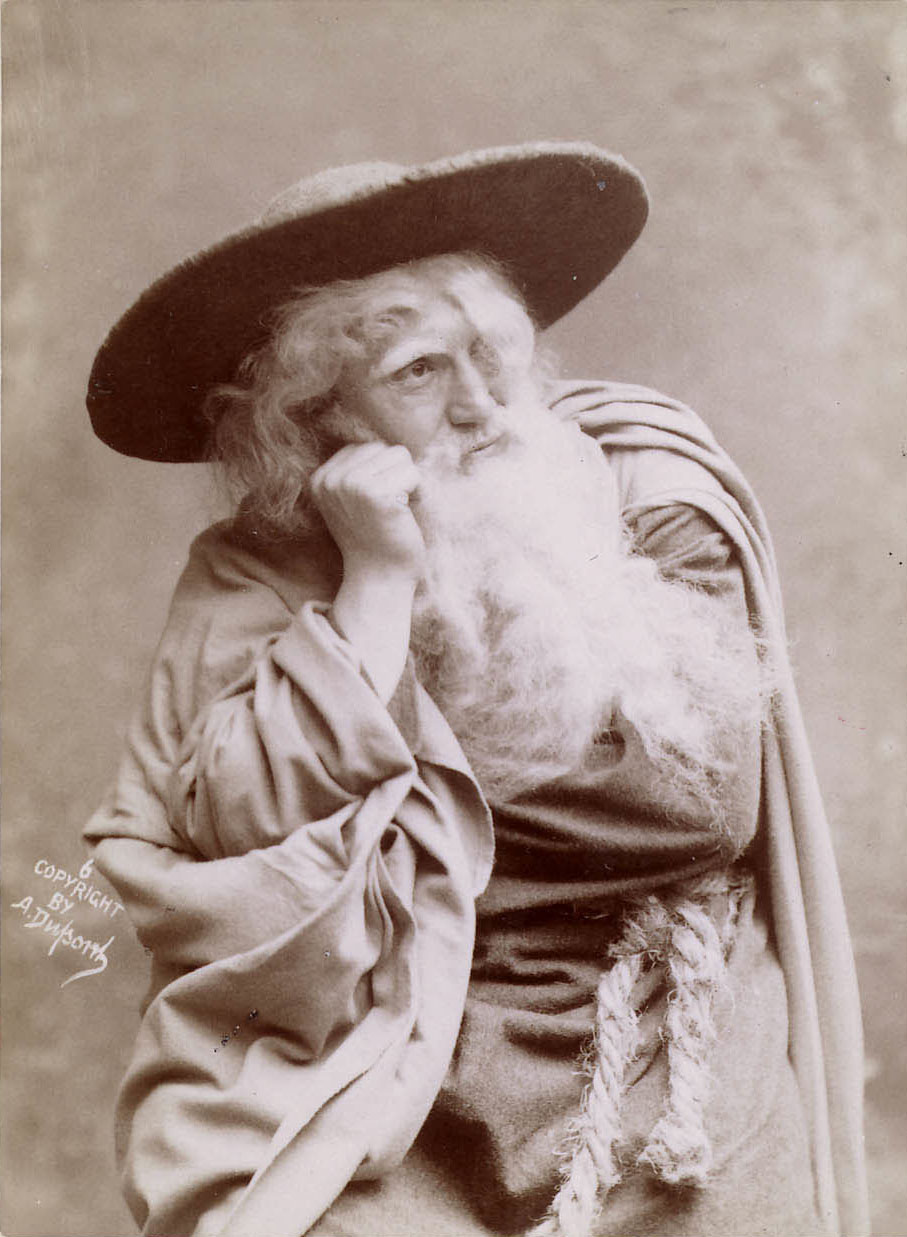
van Rooy vastgelegd door Aimé Dupont in 1908